# Lynne Sherman
Lynne Sherman, gift Ebbins, född den 31 mars 1920, död den 27 mars 2009, var en amerikansk jazzsångerska som sjöng in flera låtar för Count Basie och var gift med dennes manager Milton Ebbins. Hon sjöng in, bland andra låtar, för Basie: "All of Me" 1942, "That Old Feeling" 1945 och "This Heart of Mine" 1945.